# Илава (Польша)
Илава (пол. Iława), Дойч-Эйлау (нем. Deutsch Eylau) — город в Польше, входит в Варминьско-Мазурское воеводство, Илавский повят. Имеет статус городской гмины. Занимает площадь 21,88 км². Население — 33 132 человека (на 2018 год).

## Географическое положение
Город расположен на южном конце озера Езёрак (Илавское Поозерье), над рекой Илавка. Площадь территории города — 21,88 км² (третий по размеру в Варминско-Мазурском воеводстве).
Илава лежит на волнистых моренах и зандрах, перемежающихся с разнообразными формами рельефа. На озере Езёрак (самом длинном озере Польши и шестом по площади) находится остров Велька Жулава с остатками древнепрусского городища.
В окрестностях города, на зандровых областях, располагаются озера, главным образом, желоба, окруженные значительными лесными массивами. В самой Илаве, кроме Езёрака, есть ещё несколько более мелких озер (в том числе, Малый Езёрак, Илавское, Дол). Озера и реки Илавского Поозерья образуют вместе с Эльблонгским каналом обширную систему внутренних водных путей. Канал позволяет доплыть из Илавы к Балтийскому морю.

## История
Основан в 1305 году комтуром Христбурга Зигхардом фон Шварцбургом. Городские права дарованы грамотой Великого магистра Лютера Брауншвейгского в 1317 году. В первой четверти XIV века, видимо, был построен и орденский однофлигельный замок на юго-востоке города.
Во времена Тевтонского Ордена в Илаве располагалась резиденция пфлегера, подчинявшегося до 1340/41 года Христбургскому комтуру, а после этого — выделенному из его владений комтурству Остероде.
В период тринадцатилетней войны 1454—1466 годов чешские наемники, получившие замок и город в залог, хотели продать их польскому королю. Передача была сорвана горожанами под командованием капитана Ульриха фон Кинсберга и по Торуньскому миру Дойч-Эйлау остался в составе Орденского государства.
Великий магистер Альбрехт Бранденбургский в 1522 году передал город в залог Паулю Фазольту. После того, как долг был погашен, герцог Альбрехт продал город вместе с окружающими селами за 19000 марок капитану в Остероде и Либемюле, Вольфу фон Крейцену. У этой семьи владение приобрел в 1690 году Эрнст Финк фон Финкенштейн, а в 1784 году его купил Карл Людвиг Александр граф цу Дона.
В 1576 году город распорядился построить отдельное здание для церковной школы. В 1706 году большим городским пожаром уничтожено большинство домов и уцелела только церковь, но не ратуша орденских времен, которая затем была разобрана.
С 1719 года в Дойч-Эйлау стоял гарнизон, который временами бывал довольно сильным. Солдаты первоначально размещались на постой в квартирах горожан и переселились в казармы лишь много позже. Перед Первой Мировой войной здесь размещалось 3000 военнослужащих. Для них в 1898—1899 годах построили артиллерийские казармы и в 1901—1902 годах офицерское казино — ныне Дом культуры. Позднее были выстроены дополнительные казармы. После подписания Версальского договора они в основном пустовали, поскольку до 1932 года количество солдат ограничивалось 700 человек.

## Название
Древнейшая форма названия Илавы — латинское Ylavia. Именно она указана в локационной грамоте 1317 года. В документах 1333 и 1334 года она меняется на Ylav, а 1338 года — Ylau. В XV веке появляется форма Ylow или Ylow Thethonicalis. Документы, составленные комтуром Христбурга в 1430 и 1438 годах, говорят о Deutschen Ylaw. В 1443, 1457 и 1458 годах город называют Ylaw, в 1456 году название принимает форму Ilau, которая в 1459 году изменяется на Eylaw. В 1457 году используется название Deutze Eylau, а в 1468 году другая его форма — Dwetsch Eylau. В шестнадцатом—семнадцатом веках фигурирует под названиями Teutschen Eylau, Deutscheneylau или Theuto Ilavia. С XVIII века до 1945 года именуется Deutsch Eylau.
В 1945 году, после перехода к Польше, название изменено на Илава (Iława).

## Демография
Население города дано на 31 декабря 2017 года.
| Перепись | Всего | Мужчины | Женщины |
| -------- | ----- | ------- | ------- |
| Всего    | 33132 | 15924   | 17208   |

## Достопримечательности
- костёл непорочного зачатия Святой Девы Марии 1933 года
- костёл Преображения Господня 1-й половины XIV века
- остатки оборонительных стен 1-й половины XV века
- ратуша конца XIX века
- административное здание бывшей скотобойни 1905 года (ул. Домбровского, 11)
- здание железнодорожного вокзала 1905 года
- конюшня и каретный двор конца XIX века (ул. Яна Собесского)
- бывшее здание газового завода 1899—1910 года (ул. Ягеллончика)
- пресвитерия 1902—1903 года
- школа 1899 года
- дом 1910 года по ул. Костюшко, 6
- многоквартирный дом XIX/XX века по ул. Костюшко, 14
- дом 3-й четверти XIX века по ул. Костюшко, 15
- многоквартирный дом с пристройкой начала XX века по ул. Костюшко, 27
- многоквартирный дом около 1900 года по ул. Независимости, 4
- многоквартирный дом 4 четверти XIX века по ул. Независимости, 4б
- городской зал конца XIX века — 1920 года, в настоящее время кинотеатр
- вилла конца XIX века по ул. Острудской, 2
- вилла 4 четверти XIX века по ул. Сенкевича, 10
- административное здание водоочистительной станции 1903 года
- здание бывшего магазина Провиантского Уряда ранее 1880 года
- водонапорная башня по ул. 1 Мая
- водонапорная башня перед железнодорожным вокзалом
- водонапорная башня по ул. Войска Польского
- бывшая водяная мельница с жилищем владельца 1912 года
- мельница конца XIX века, в настоящее время — складское здание

## Фотографии

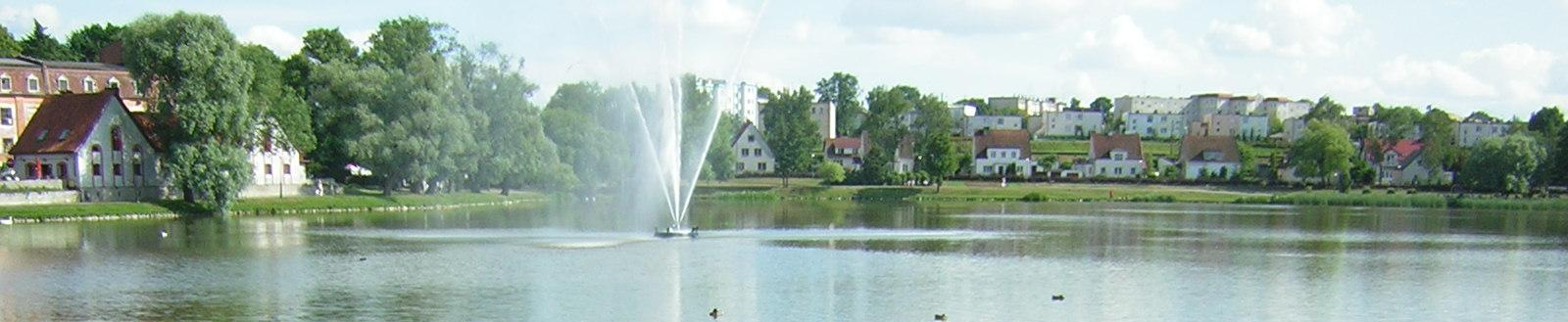
Озеро Езёрак
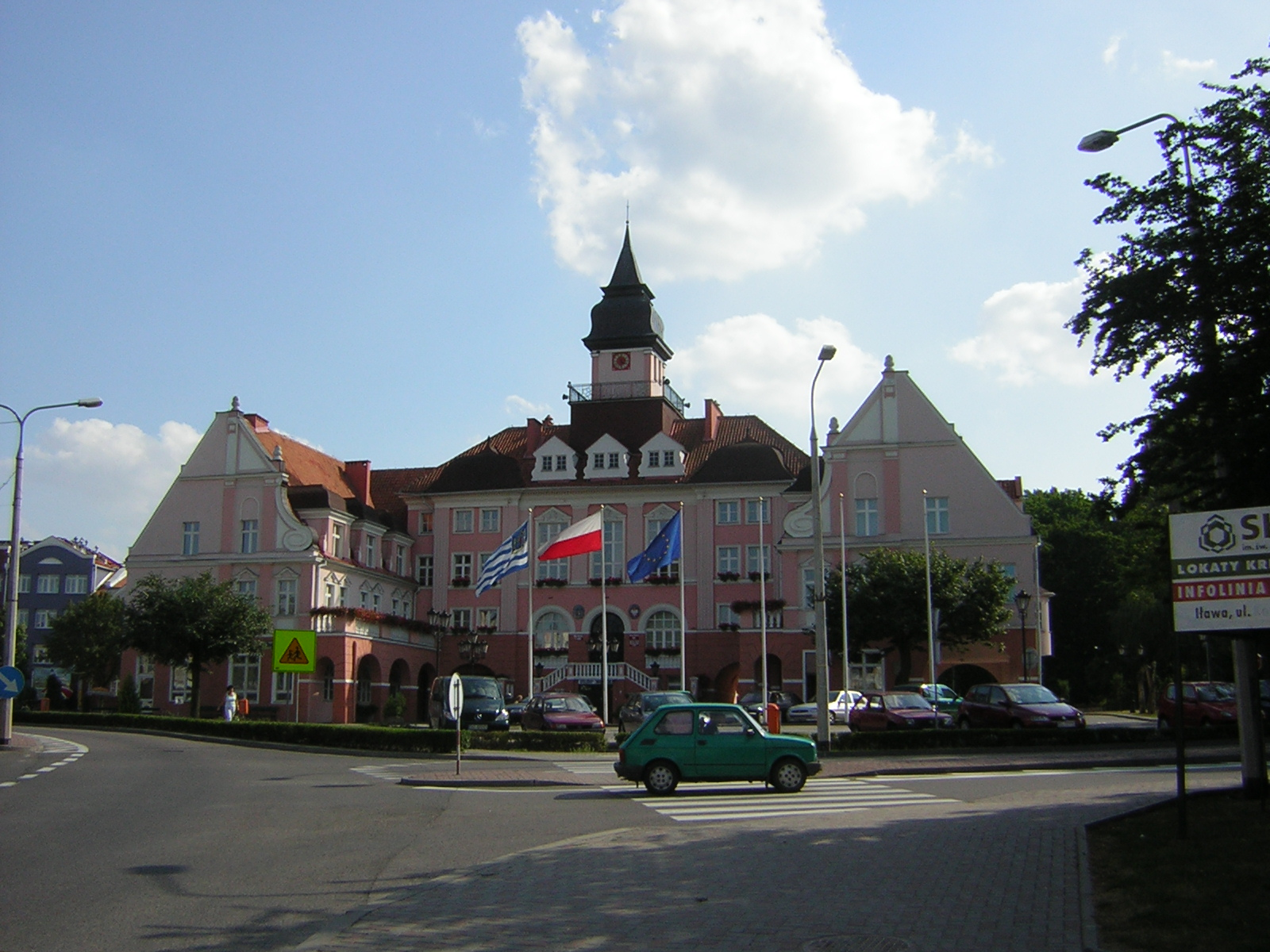
Ратуша Илавы
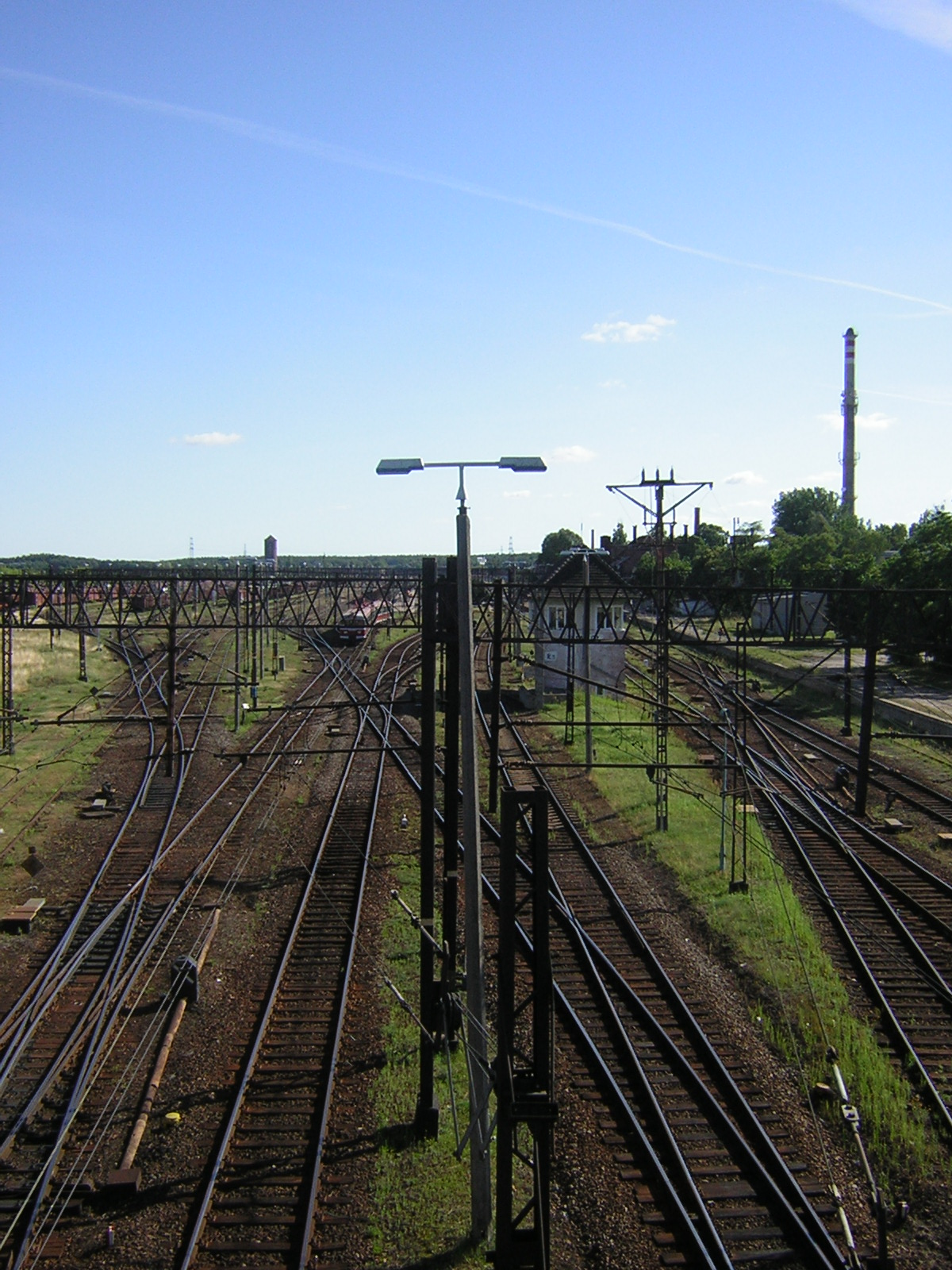
Железнодорожные пути в Илаве
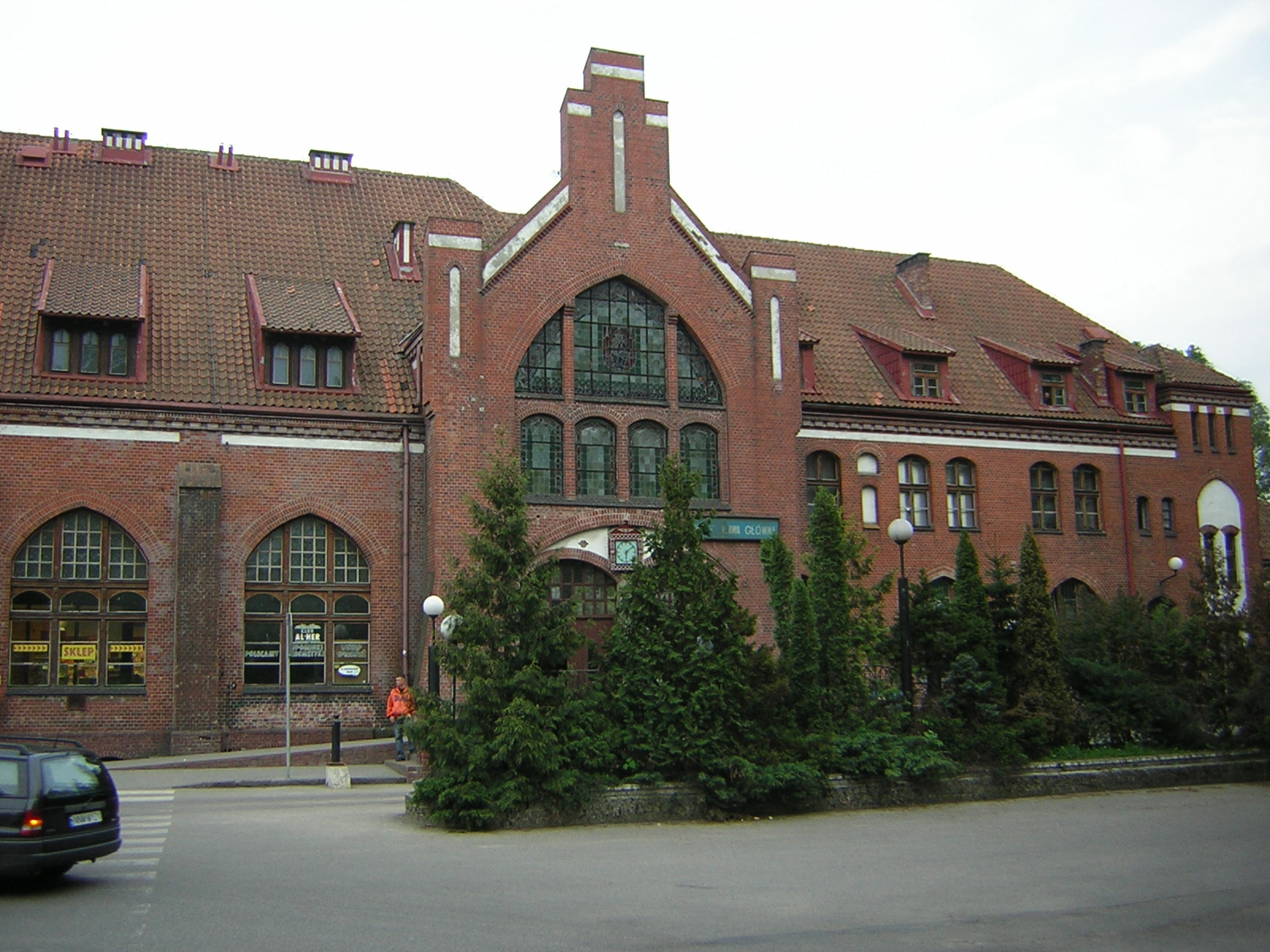
Вокзал
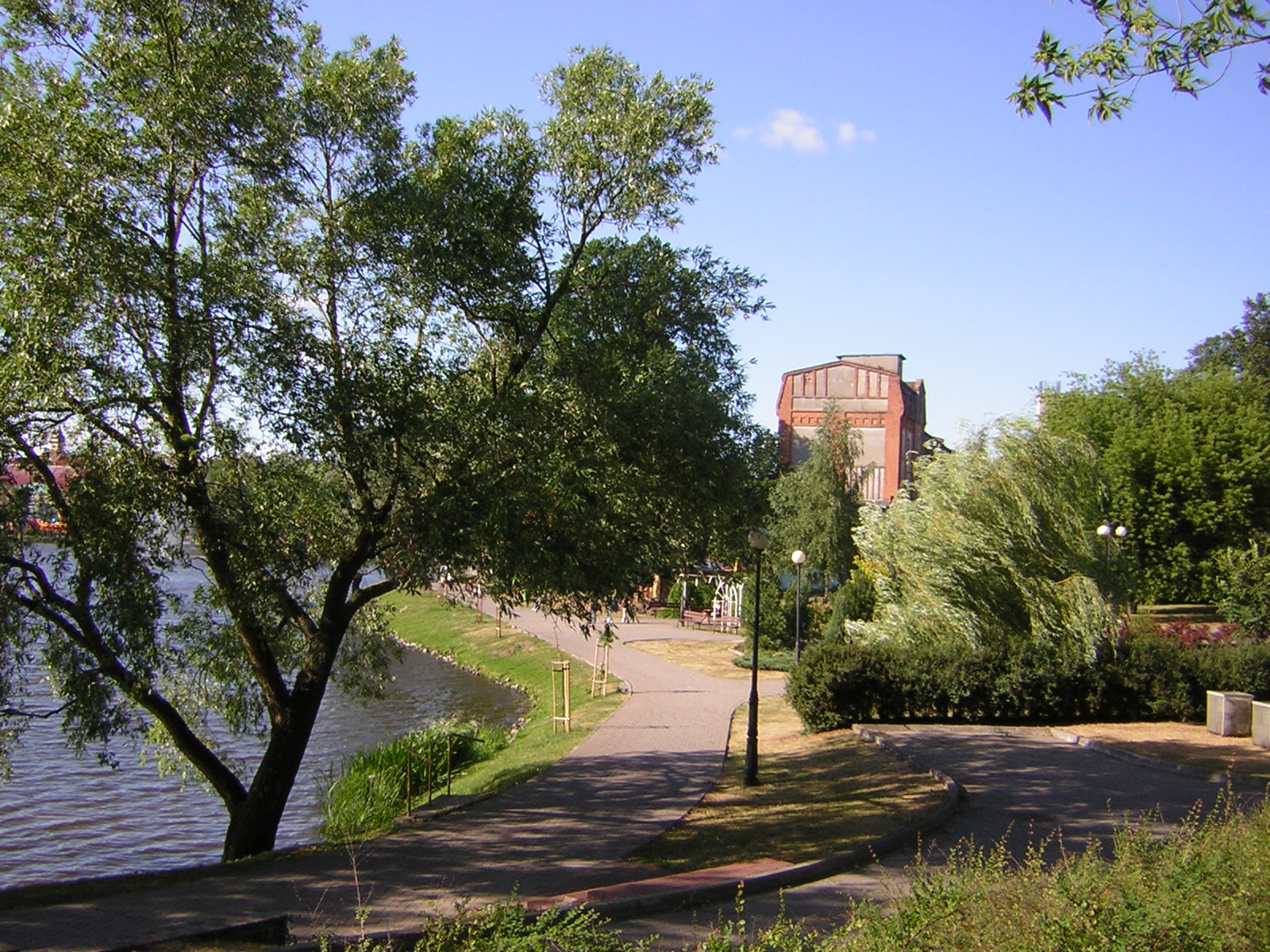
Электрическая мельница
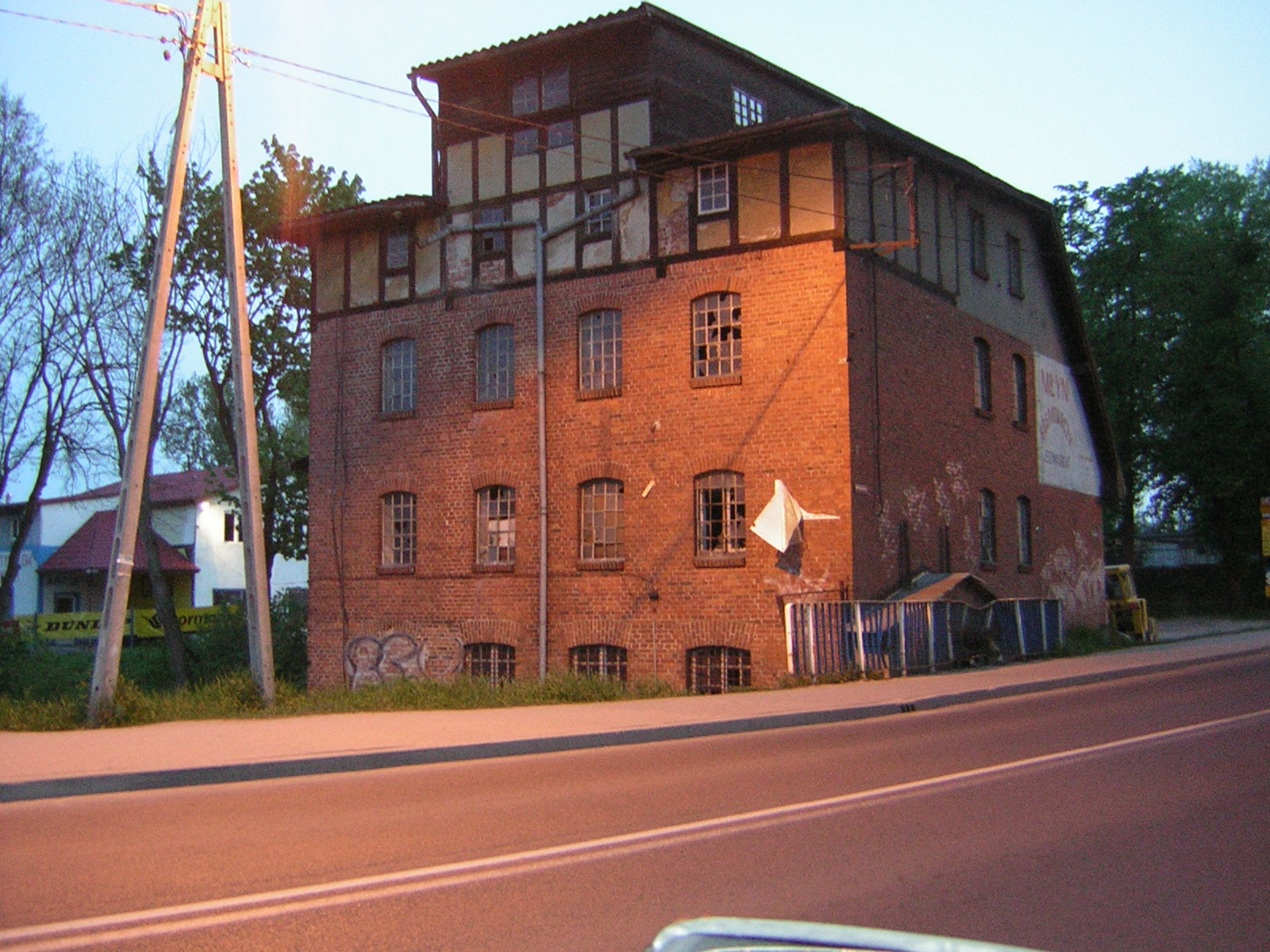
Мельница на реке Илавце
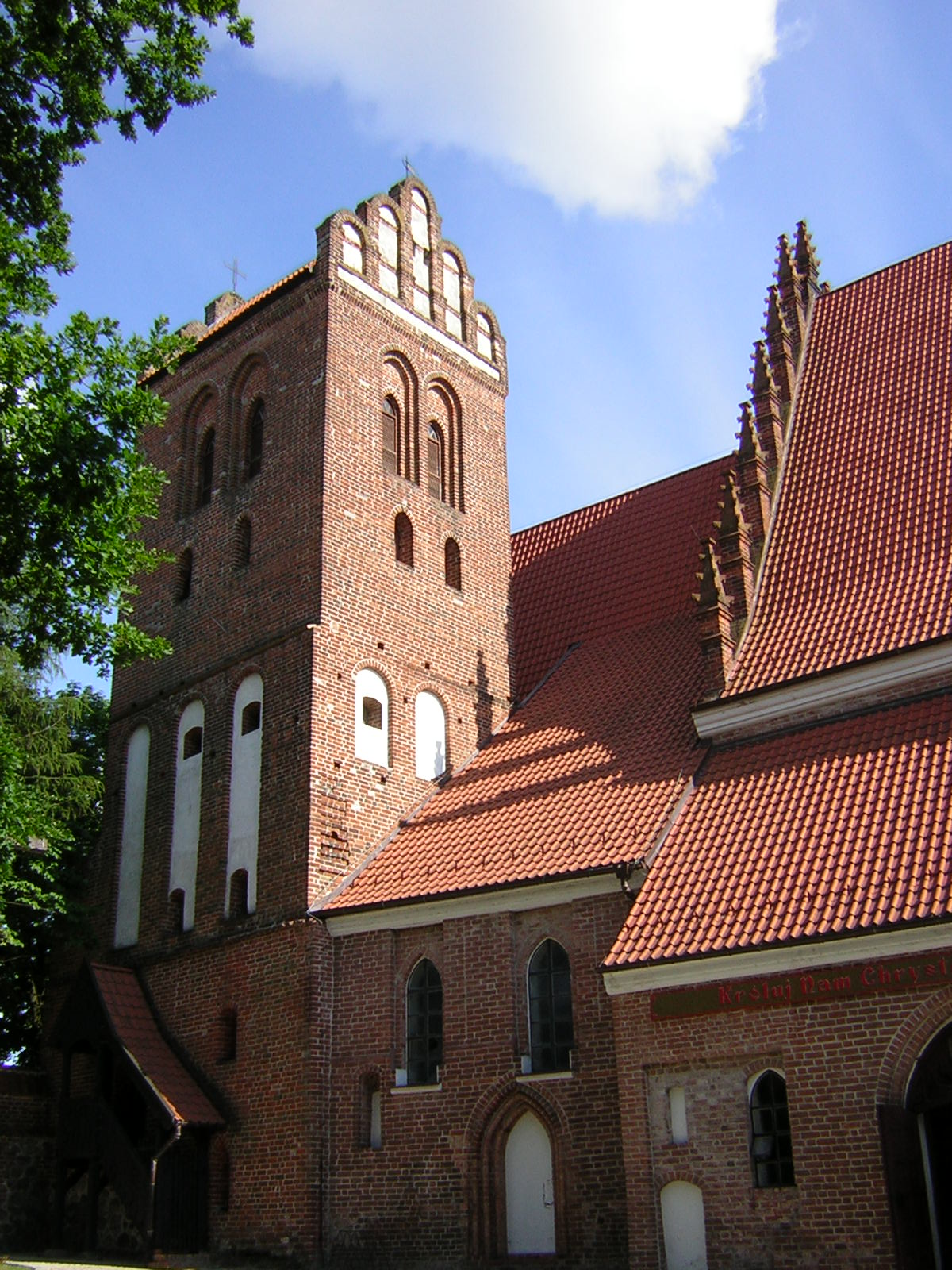
Костёл Преображения Господня
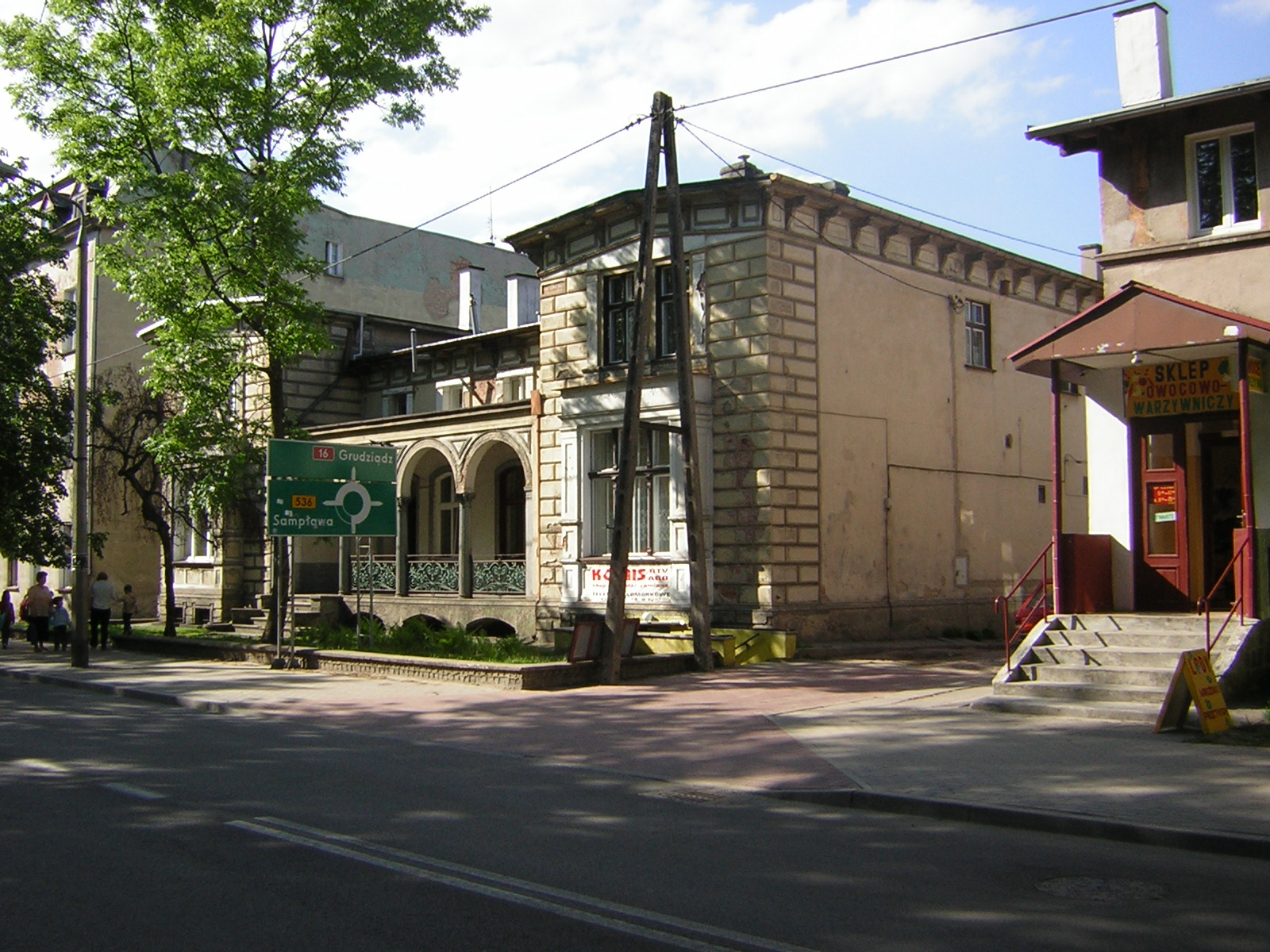
Дом по ул. Костюшко, 27
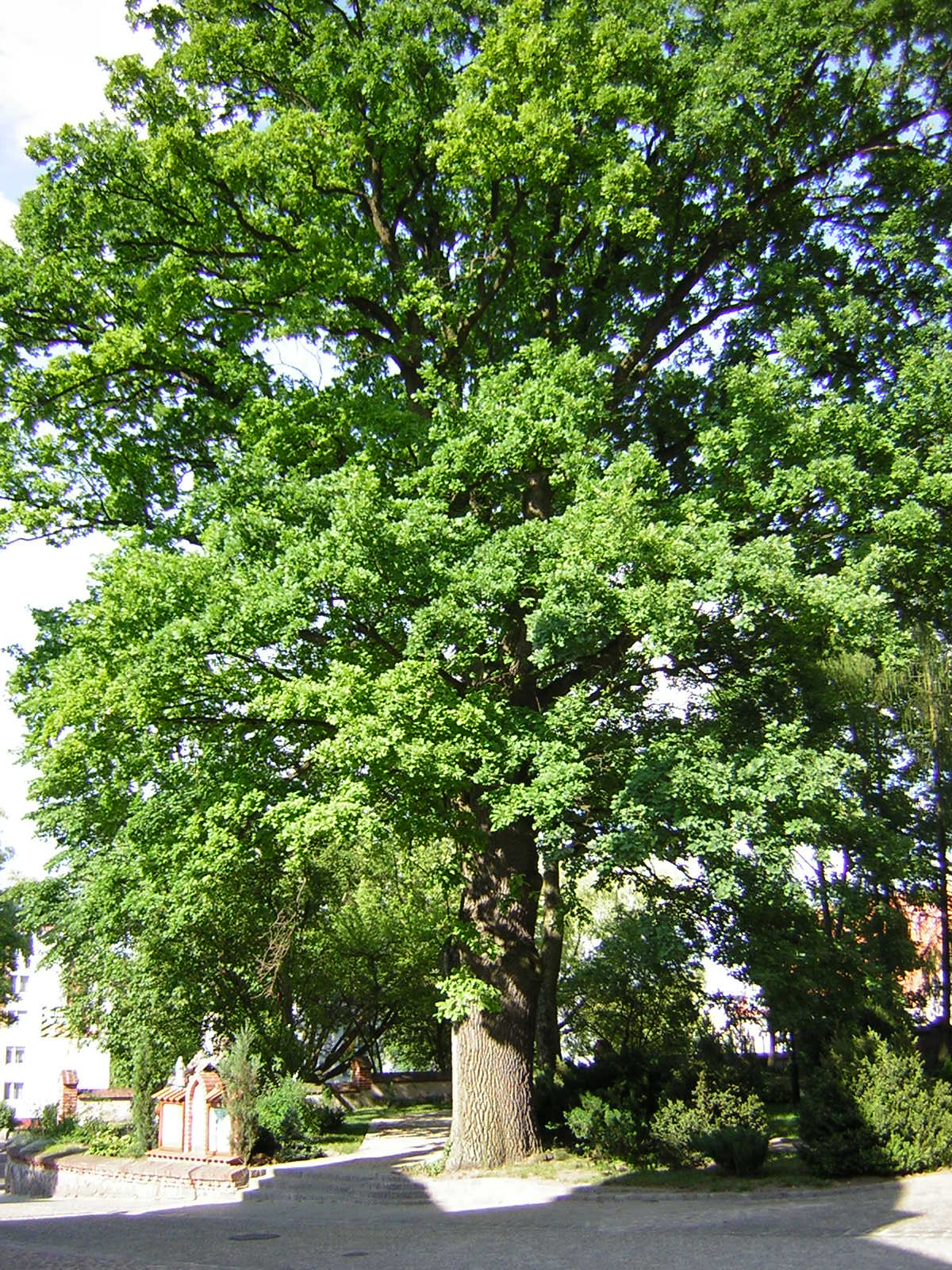
Столетний дуб у костёла
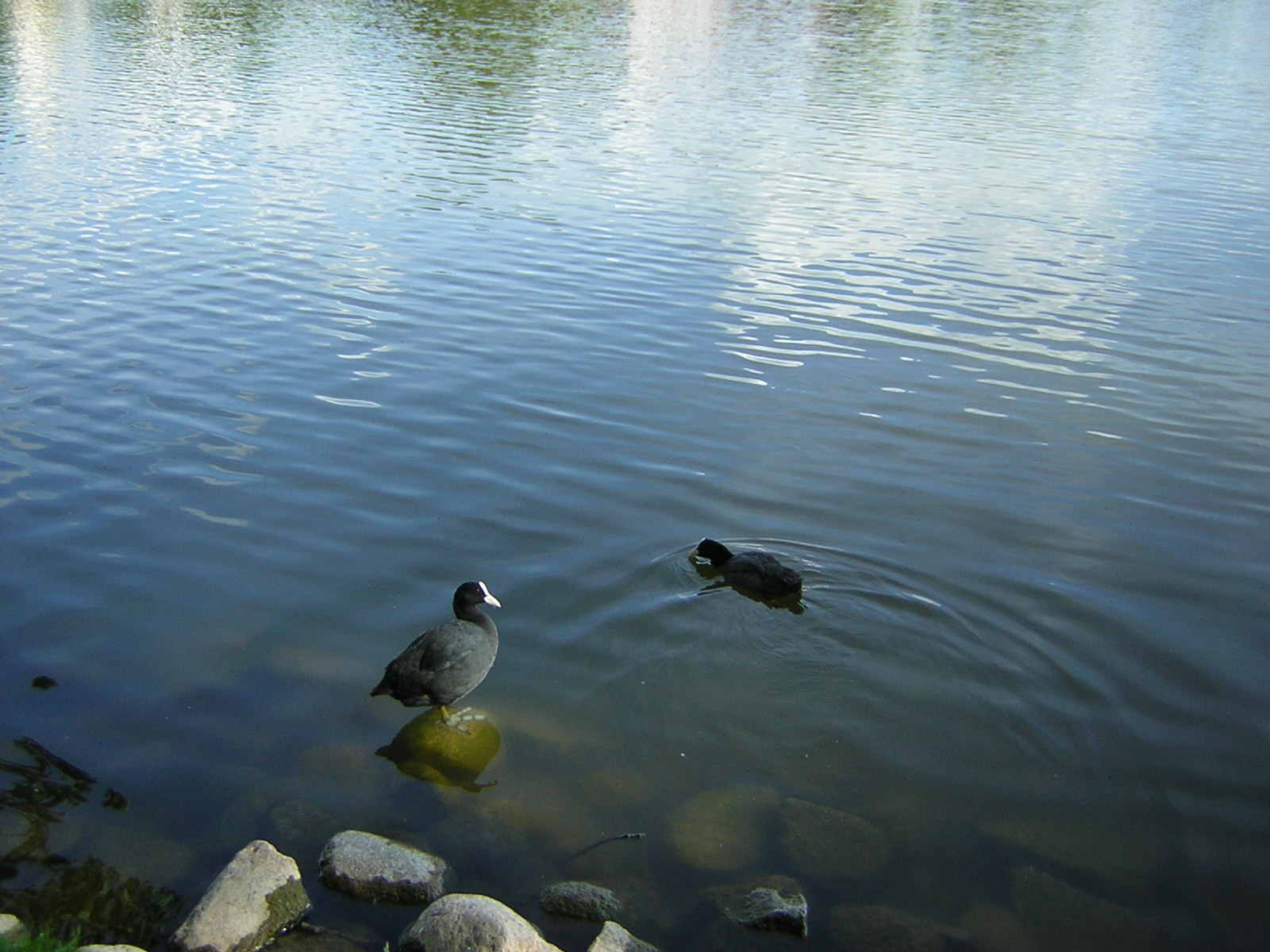
Птицы на озере Езёрак
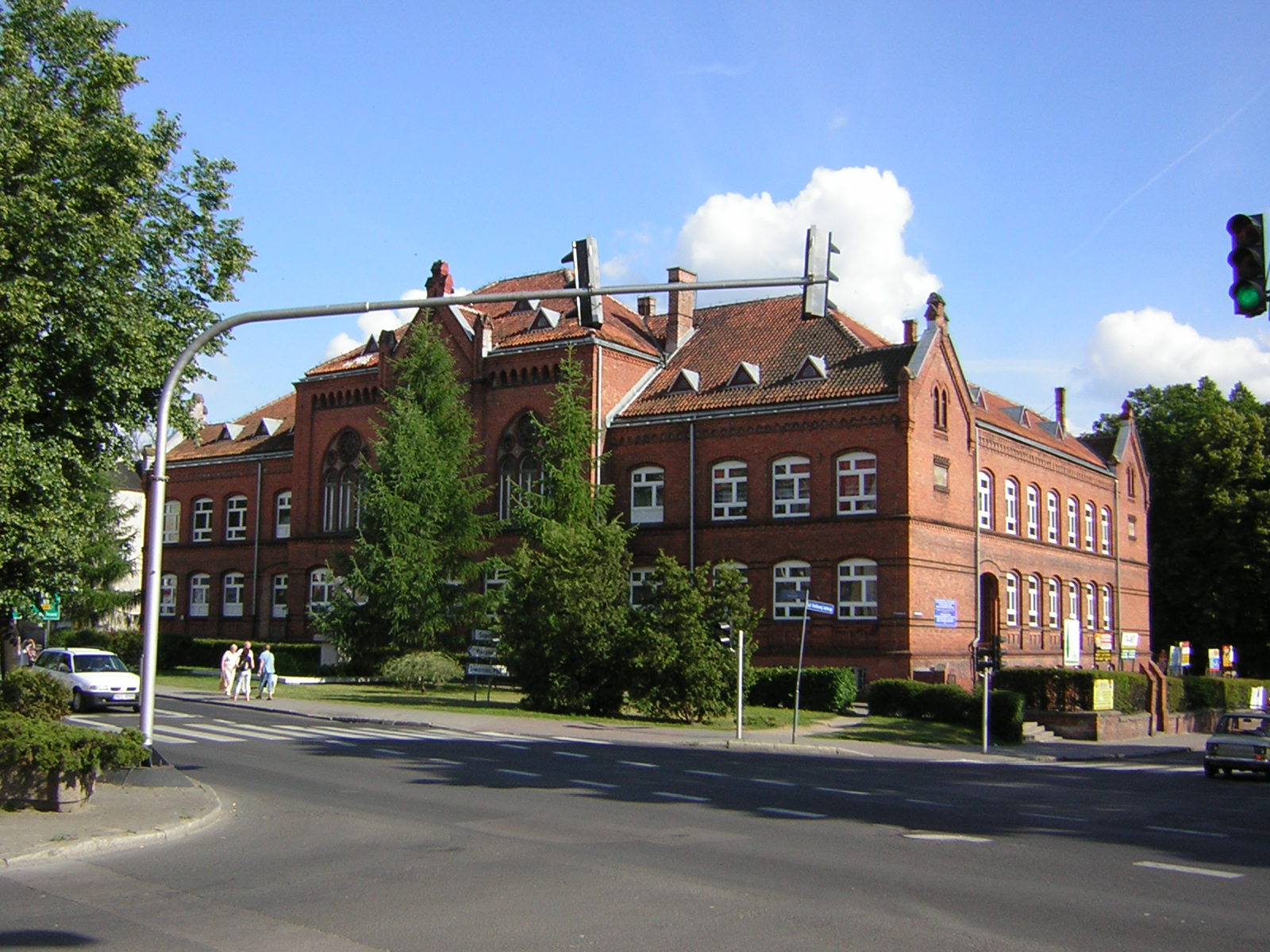
Гимназия №1 по ул. Костюшко, 2
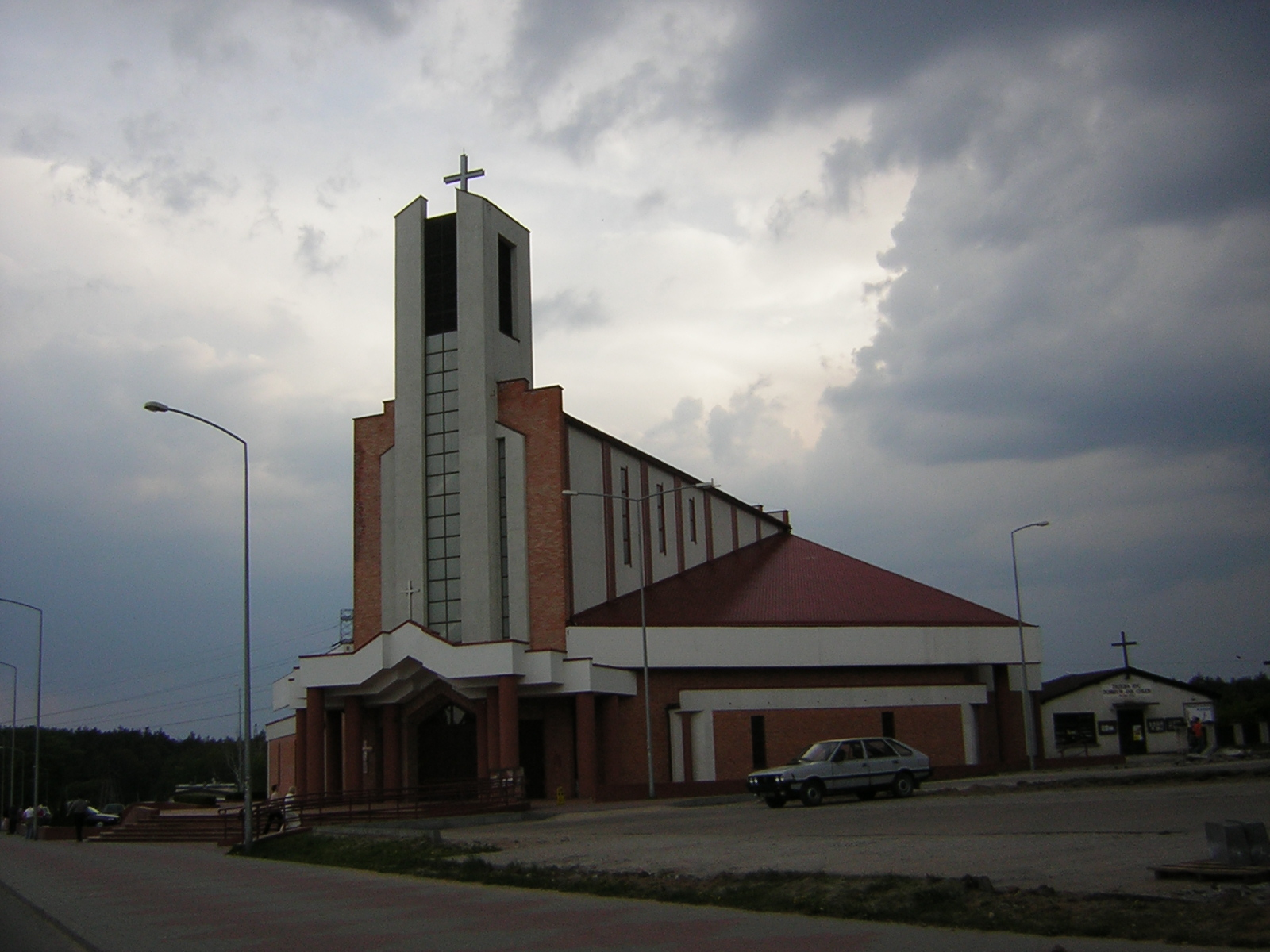
Костёл Святого Альберта
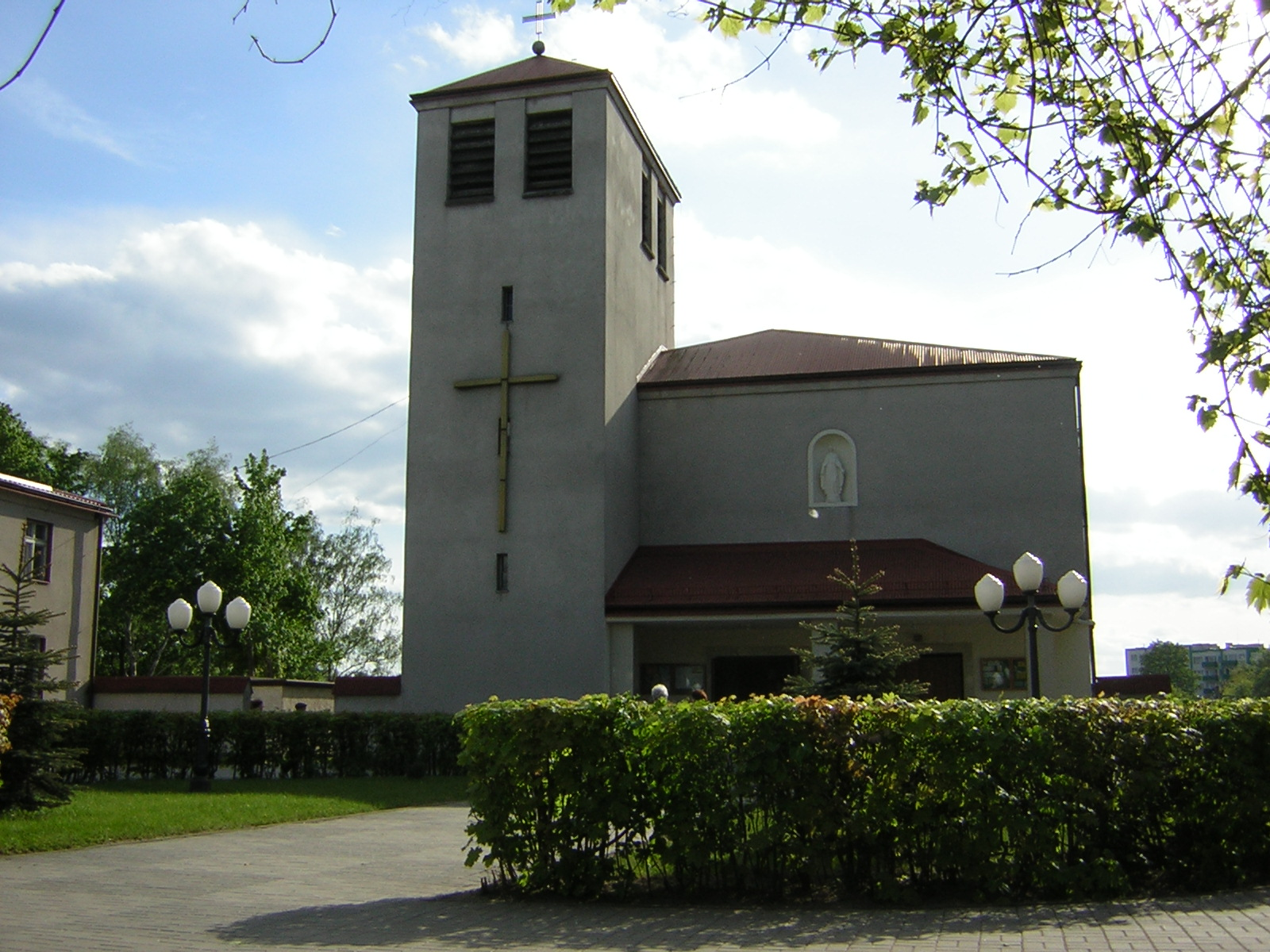
Костёл Непорочного Зачатия Девы Марии